# Grzegorz Kaleta
Grzegorz Wacław Kaleta (ur. 21 maja 1970 w Elblągu) – polski kajakarz, medalista mistrzostw świata, olimpijczyk z Barcelony 1992 i Atlanty 1996, wielokrotny mistrz Polski.

## Kariera sportowa
Był zawodnikiem Olimpii Elbląg (1984-1990), Zawiszy Bydgoszcz (1993-1994) i Polonii Elbląg (1995-2000)

### Igrzyska olimpijskie
Dwukrotnie startował na igrzyskach olimpijskich. Na igrzyskach w Barcelonie (1992) zajął 6. miejsce w konkurencji K-4 1000 m (partnerami byli: Maciej Freimut, Wojciech Kurpiewski, Grzegorz Krawców). Na igrzyskach w Atlancie (1996) zajął 4. miejsce w konkurencji K-4 1000 m (partnerami byli: Piotr Markiewicz, Marek Witkowski, Adam Wysocki).

### Mistrzostwa świata
Na mistrzostwach świata zdobył pięć medali, w tym dwa srebrne i trzy brązowe.
- 1989: K-4 10000 m - 3 m. (partnerami byli Andrzej Gajewski, Tomasz Franaszek i Mariusz Rutkowski)
- 1990: K-2 1000 m - 8 m., K-4 10000 m - 2 m. (partnerami byli: Andrzej Gajewski, Andrzej Gryczko, Mariusz Rutkowski)
- 1991: K-2 1000 m - 7 m., K-4 500 m - 9 m.
- 1993: K-4 500 m - 4 m., K-4 1000 m - 9 m., K-4 10000 m - 2 m. (partnerami byli Maciej Freimut, Piotr Markiewicz, Andrzej Gryczko).
- 1995: K-4 500 m - 3 m. (partnerami byli Grzegorz Kotowicz, Piotr Markiewicz, Marek Witkowski), K-4 1000 m - 3 m. (partnerami byli Grzegorz Kotowicz, Marek Witkowski, Dariusz Białkowski)
- 1997: K-4 1000 m - 4 m.
- 1998: K-4 500 m - 6 m., K-4 1000 m - 7 m.

### Mistrzostwa Europy
W 1997 zdobył brązowy medal mistrzostw Europy w konkurencji K-4 1000 m (partnerami byli Adam Seroczyński, Piotr Markiewicz, Marek Witkowski)

### Mistrzostwa Polski
Na mistrzostwach Polski seniorów zdobył 13 złotych medali:
- K-1 1000 m - 1997,
- K-1 10000 m - 1990, 1993, 1997, 2000,
- K-2 200 m - 1994 (z Maciejem Freimutem)
- K-2 500 m - 1993, 1994 (w obu startach z Maciejem Freimutem)
- K-2 1000 m - 1993, 1994 (w obu startach z Maciejem Freimutem)
- K-2 10000 m - 1993, 1994 (w obu startach z Maciejem Freimutem), 2000 (z Andrzejem Gajewskim)